# Templi romani di Cori
Cori, nella provincia di Latina, possiede diverse testimonianze di templi romani. Tra questi il più importante è quello di Ercole, seguito da quelli dei Dioscuri.

## Il tempio d'Ercole

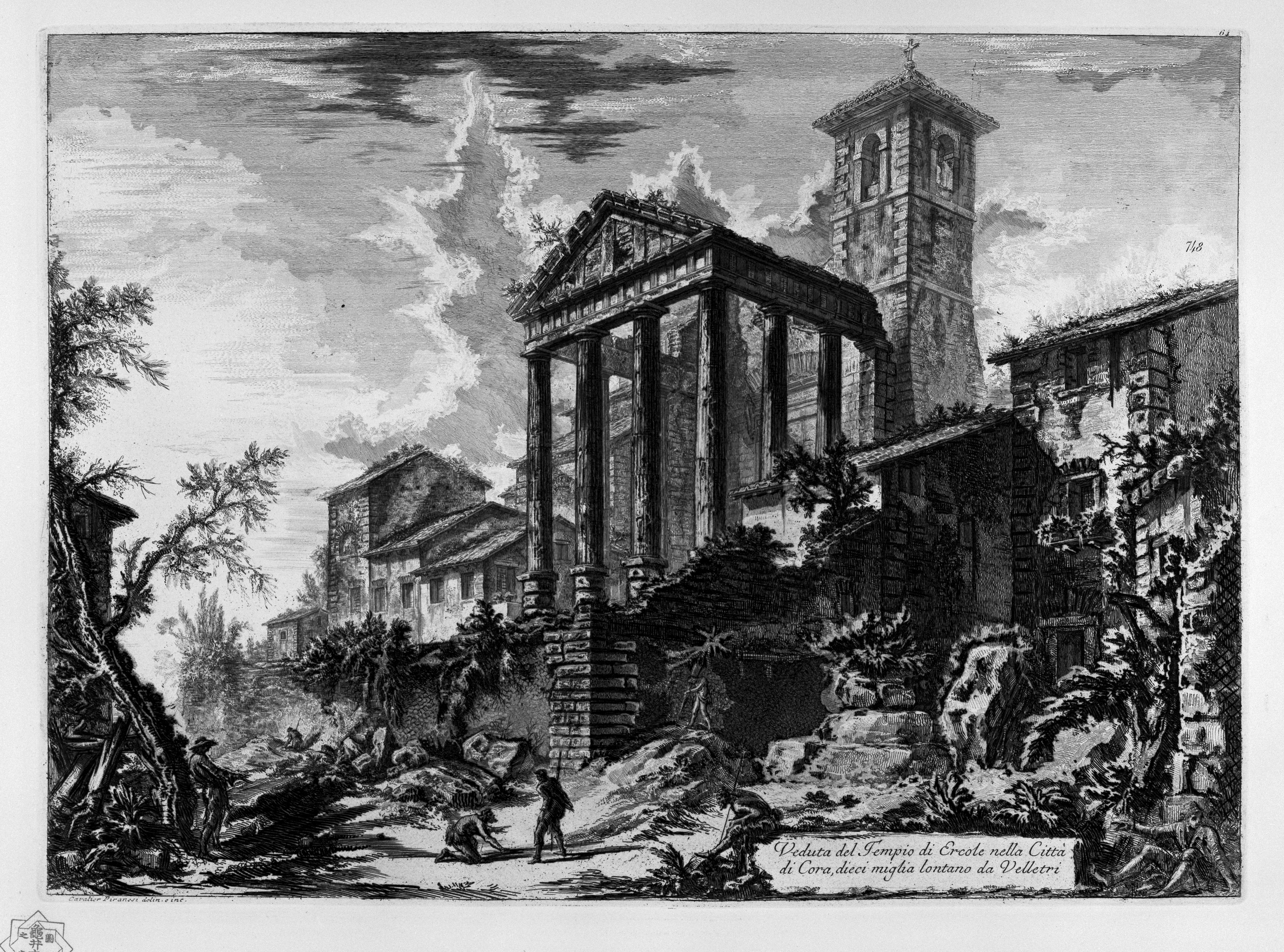
Incisione di Giovanni Battista Piranesi della metà del XVIII secolo

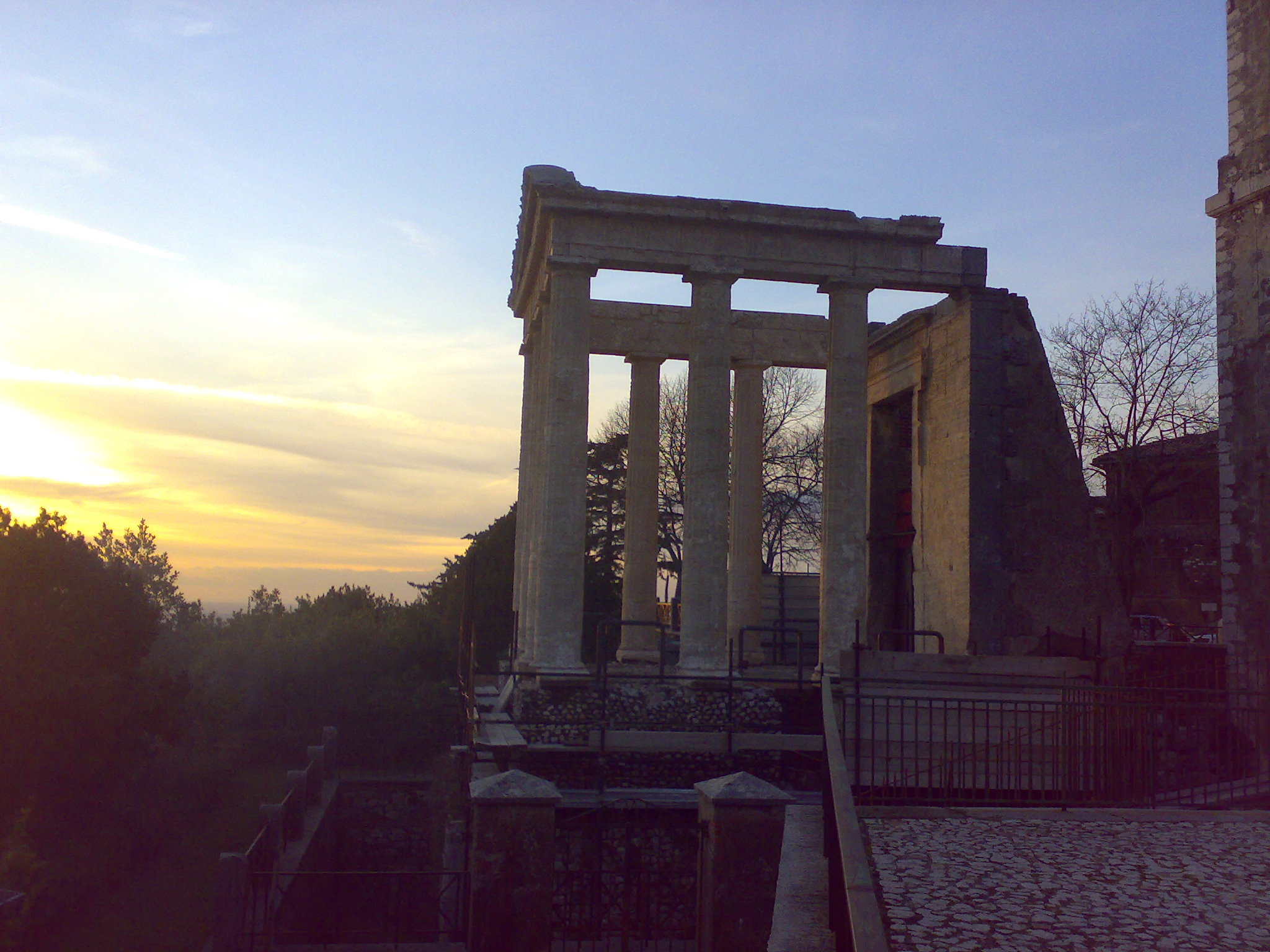
Il Tempio di Ercole oggi

Il tempio di Ercole venne eretto durante la dittatura di Silla, tra l'89 a.C. e l'80 a.C. sulla sommità del colle su cui era sorta la città di Cora, a 398 metri di altitudine, per volere di due magistrati locali, il cui nome è inciso sull'architrave della porta. Il tempio deve il suo stato di conservazione alla trasformazione in chiesa: all'interno della cella si insediò infatti la chiesa di San Pietro, distrutta dai bombardamenti alleati nel 1944.
L'edificio è tetrastilo, ossia con quattro colonne sul fronte principale. Altre quattro colonne per lato delimitavano il pronao, oltre il quale si apriva la cella. Le otto colonne del tempio, di ordine dorico si sono conservate, così come la trabeazione ed il frontone. Il tempio richiama fortemente la tradizione templare italica, derivante dagli esempi etruschi e repubblicani.
Il tempio domina la città dall'alto, tant'è che è visibile anche da lontano.

## Il tempio dei Dioscuri
Il tempio dei Dioscuri era invece situato nei pressi del foro. Costruito tra il IV secolo a.C. e il II secolo a.C. l'edificio venne restaurato, come testimoniato da un'iscrizione sull'architrave, verso il I secolo a.C. da due magistrati, che utilizzarono parte del tesoro del tempio ricostruendo l'edificio in stile corinzio. Il tempio, oltre a luogo di culto, aveva dunque anche la funzione di tesoriera della città, così come il Partenone e il Capitolium di Ostia.

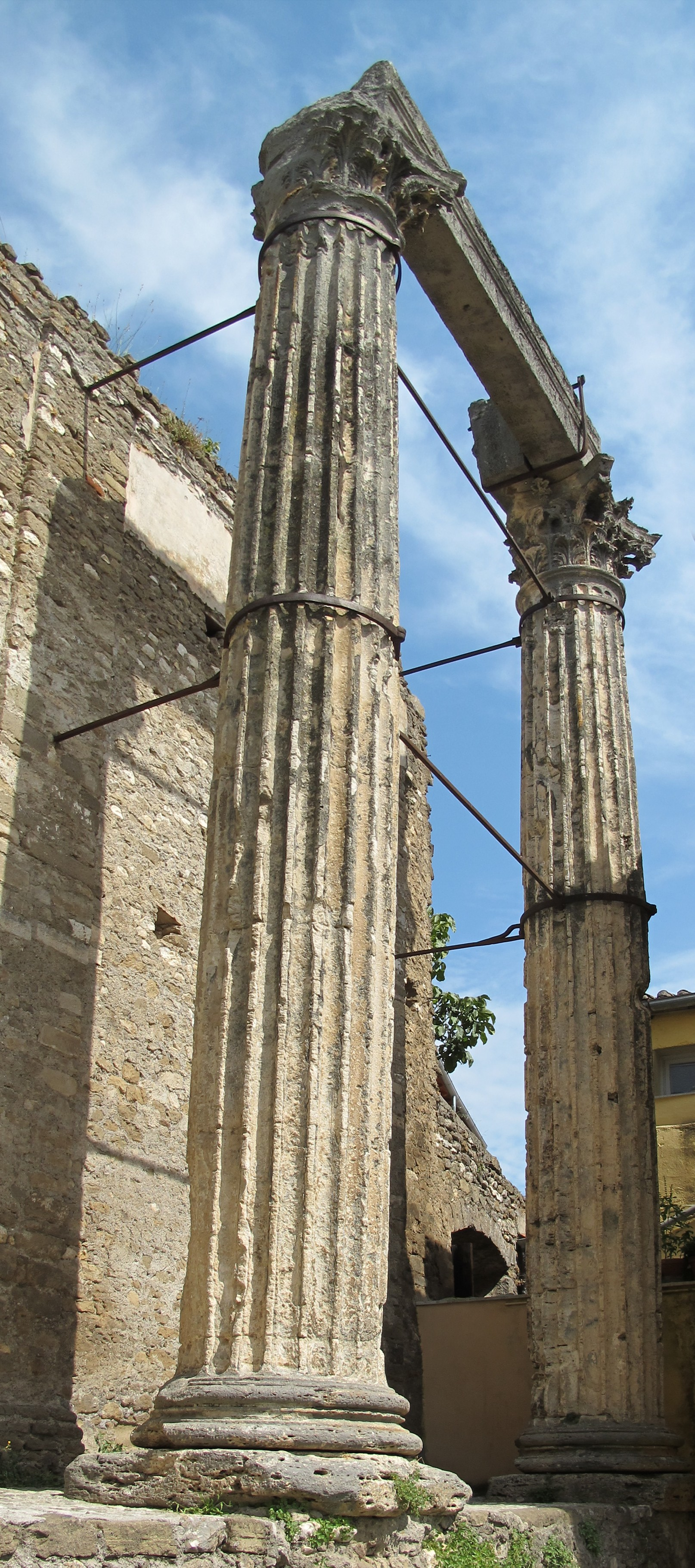
Resti del Tempio dei Dioscuri (o di Castore e Polluce)

L'edificio venne inglobato e sulle sue rovine sorsero diversi edifici privati e una chiesa, che venne dedicata a San Salvatore. Alcuni resti sono conservati nel chiostro della vicina chiesa di Sant'Oliva. Ciò che resta della struttura sono due colonne in stile corinzio che sorreggono un tratto di architrave attraverso cui è stato possibile risalire ai committenti dell'opera e alle divinità a cui il tempio era dedicato e parte del podio. Altri resti sono inglobati in un edificio moderno adiacente ai resti visibili. Le colonne sono alte 10 metri e rivestite di stucco in modo da sembrare di marmo, hanno un diametro di 90 centimetri e distano tre metri l'una dall'altra. Originariamente il tempio era esastilo, ossia con sei colonne sul fronte principale.
Dalle indagini archeologiche è risultato che la cella del tempio era tripartita, ossia divisa in tre ambienti distinti.

## Templi di Diana e della dea Fortuna
Di questi due templi dedicati alla dea Diana e alla dea Fortuna non rimangono testimonianze rilevanti, essendo stati inglobati dalla chiesa di Santa Maria della Pietà nel XVII secolo.

## Altri templi
All'interno della Chiesa di Sant'Oliva, sul lato destro, sono visibili parte delle colonne di quello che era un tempio romano, la cui attribuzione è ancora ignota, anche se tradizionalmente è identificato come tempio di Giano.
Inoltre le fonti storiche hanno tramandato l'esistenza di templi dedicati a diverse divinità, tra cui Minerva, Apollo, Esculapio e Cerere. Alcuni resti delle colonne che li componevano sono visibili nei pressi del tempio dei Dioscuri, nell'area del foro, in via delle Colonne.